# Liste du patrimoine immobilier classé de Morlanwelz
Cette page regroupe l'ensemble du patrimoine immobilier classé de la commune belge de Morlanwelz.
| Objet | Année de construction / Architecte | Adresse                          | Section communale | Coordonnées                      | Numéro d’inventaire | Illustration                                                                                                 |
| --- | ---------------------------------- | -------------------------------- | ----------------- | -------------------------------- | ------------------- | --- |
| Prieuré de Montaigu et marronniers longeant la rue de la Réunion                                             |                                    |                                  |                   | 50° 27′ 45″ nord, 4° 15′ 00″ est | 56087-CLT-0003-01   | Prieuré de Montaigu et marronniers longeant la rue de la Réunion                                             |
| Maison natale d’Alexandre-Louis Martin                                                                       |                                    | Rue Saint-Eloi, n°89             |                   | 50° 26′ 43″ nord, 4° 14′ 40″ est | 56087-CLT-0004-01   | Maison natale d’Alexandre-Louis Martin                                                                       |
| La crèche, la maternité et l'orphelinat sis sur le plateau de Warocqué à Morlanwelz                          |                                    | Rue de l'Enseignement, n°s 2-4-6 |                   | 50° 27′ 36″ nord, 4° 14′ 45″ est | 56087-CLT-0005-01   | Image manquanteTéléverser                                                                                    |
| Les façades et toitures de la maternité, la crèche et la tour de l'orphelinat sis sur le plateau Warocqué    |                                    |                                  |                   | 50° 27′ 36″ nord, 4° 14′ 46″ est | 56087-CLT-0007-01   | Image manquanteTéléverser                                                                                    |
| La drève, le parc et les jardins de Mariemont, chaussée de Mariemont, 100 (+ MANAGE/La Hestre et Bellecourt) |                                    | Chaussée de Mariemont 100        |                   | 50° 28′ 36″ nord, 4° 14′ 42″ est | 56087-CLT-0008-01   | La drève, le parc et les jardins de Mariemont, chaussée de Mariemont, 100 (+ MANAGE/La Hestre et Bellecourt) |
| L'hôtel de ville (M) et établissement d'une zone de protection (ZP)                                          | 1892-1895 Maurice Bisschops        |                                  |                   | 50° 27′ 22″ nord, 4° 14′ 31″ est | 56087-CLT-0009-01   | L'hôtel de ville (M) et établissement d'une zone de protection (ZP)                                          |
| Le parc et l'allée double d'accès du Domaine de Mariemont (+ MANAGE/La Hestre et Bellecourt)                 |                                    |                                  |                   | 50° 28′ 36″ nord, 4° 14′ 42″ est | 56087-PEX-0001-01   | Le parc et l'allée double d'accès du Domaine de Mariemont (+ MANAGE/La Hestre et Bellecourt)                 |